# Delaware State Route 42
Delaware State Route 42 oder kurz DE 6 ist eine etwa 20 Kilometer lange State Route im Kent County des US-Bundesstaats Delaware.

## Streckenbeschreibung
Die State Route 42 führt von der Delaware State Route 6 in Blackiston aus in nordwestlicher Richtung auf der Blackiston Road zur Kreuzung mit der nicht nummerierten Longridge Road. Diese führt zur Bundesstaatsgrenze mit Maryland und wird dort zur Maryland State Route 330, die durch das Kent County Marylands führt und über die Maryland State Route 313 die Verbindung mit dem U.S. Highway 301 herstellt. DE 42 selbst führt weiter nach Kenton und kreuzt dort als Commerce Street die Delaware State Route 300, die dortige Main Street. 
Kenton hinter sich lassend führt die Straße als Seven Hickories Road ostwärts durch eine wenig bebaute Landschaft nach Seven Hickories, wo sie sich mit der Delaware State Route 15 verbindet. Beide Straßen haben dann einen gemeinsamen Verlauf bis in die Nähe von Moores Corner. Von dort ab führt DE 15 südwärts auf der Kenton Road und DE 42 weiter nach Osten in Richtung Cheswold. Sie durchquert diese Stadt als Main Street und schneidet den U.S. Highway 13 an ihrem östlichen Rand.
Die State Route führt dann auf der Fast Landing Road weiter. Sie überquert die mautpflichtige Delaware State Route 1, zu der es eine Rampe für Einsatzfahrzeuge gibt, jedoch keine offizielle Zufahrt besteht. Sie führt durch landwirtschaftlich genutztes Gebiet nach Nordosten, bevor sie eine scharfe Biegung nach Südosten macht und durch das Überschwemmungsgebiet des Leipsic Rivers führt und die Stadt Leipsic erreicht. Dort bildet sie die Second Street, auf der sie nach Osten zum Endpunkt an der Delaware State Route 9 in Leipsic verläuft.